# Catullia luteola
Catullia luteola är en insektsart som beskrevs av Haupt 1917. Catullia luteola ingår i släktet Catullia och familjen Tropiduchidae. Inga underarter finns listade i Catalogue of Life.